# Tollo
Tollo är en ort och kommun i provinsen Chieti i regionen Abruzzo i Italien. Kommunen hade 4 090 invånare (2018).